# 그돌라오멜
그돌라오멜(공동번역성서, 개역개정), 또는 크도를라오메르(로마 가톨릭교회)(히브리어: כְּדָרְלָעֹמֶר)는 창세기 14장에 등장하는 엘람의 왕이다. 그돌라오멜은 가나안 북쪽의 시날 왕 아므라벨과 엘라살 왕 아리옥과 고임 왕 디달과 동맹을 맺어, 가나안 남쪽의 소돔 왕 베라와 고모라 왕 비르사와 아드마 왕 시납과 스보임 왕 세메벨과 벨라 곧 소알 왕과 전쟁을 일으켰다가 소돔에 살고 있던 롯에게 피해를 입히자, 아브라함(당시 아브람)이 사람들을 끌고가 그돌라오멜을 패퇴시켰다고 전한다. 이를 싯딤 전투라고 한다.

## 어원과 정체
엘람어와 아카드어로 기록된 문헌들이 발견됨에 따라, 그돌라오멜을 두고 원래 '구두르라가말'이 그 이름이었을 것으로 보는 견해가 있다. 라가말은 엘람족의 여신으로, 아슈르바니팔이 그 존재를 언급한다. 그돌라오멜은 '부하'를 의미하는 '구두르'와 '라가말'이 합쳐진 꼴로 '라가말의 부하'라는 의미를 가진 것으로 본다. 대영박물관에 소장중인 기원전 7-6세기의 기록인 Spartoli Tablets Collection에서 구두르나훈테 2세(Kutir-Nahhunte II)를 구두르라가말로 기록하고 있다. 수칼마흐 왕조(1900-1500 BCE)의 구두르나훈테 1세 역시 구두르라가말로 불렸을 가능성이 있는데, 함무라비와 그의 아들 삼수일루나와 동시대 인물인 까닭에 구두르나훈테 1세가 그돌라오멜이었을 수도 있다는 의견이 제시된다. 사실상 엘람이 성서 속 묘사대로 메소포타미아의 절대 권력 중 하나로서 군림했던 것은 구두르나훈테 1세와 그의 삼촌 시웨팔라르후파크(기원전 1778-1745년)가 통치하던 기원전 19-18세기가 유일하기도 하다. 
시웨팔라르후파크의 부친인 시루크두흐/시룩-투(Siruk-tuh)는 함무라비가 처음 통치했을 때 엘람의 왕으로, 그와 이후의 엘람의 수칼마흐 왕조의 왕들은 시리아와 메소포타미아의 왕들에 의해 "위대한 왕"과 "아버지"로 불렸으며 메소포타미아의 왕들이 자신들보다 높게 간주하고 여겼던 유일한 왕들이었다. 시웨팔라르후파크는 메소포타미아 지역에서 가장 강한 왕이었으며, 마리의 짐리-림(Middle Chronology로 기원전 1775-1761년), 바빌론의 함무라비를 포함한 메소포타미아의 여러 왕들이 그를 섬겼고, 마리의 짐리-림과 바빌론의 함무라비는 그의 명령에 복종하고 그와 함께 메소포타미아 북부의 국가인 에쉬눈나를 정벌하였다. 그의 치세 동안에만, 엘람이 메소포타미아의 정치에 광범위하게 간섭하며 전령과 사신들을 시리아의 에마르와 카트나까지 먼 서쪽으로 보낼 수 있었다.
또한, 정기적으로 가나안의 하솔까지 사절단을 보내고 가나안 지역과 지속적으로 교류했던 마리 왕국이 시웨팔라르후파크의 치세 동안 엘람의 영향력 아래에 있었다는 것은 마리의 영향력 아래에 있던 가나안도 마리와 마찬가지로 엘람의 영향력 아래에 있었을 수 있다는 가능성을 제시한다. 실제로, 당시인 엘람의 시웨팔라르후파크의 치세 동안 엘람의 사신은 에마르에 이르러서, 그의 세 명의 종들을 카트나의 왕 아무트-피엘 2세(기원전 1772-1762년)에게로 보냈었고, 카트나의 왕 역시 엘람으로 두 명의 전령들을 보냈었다. 또한, 라르사의 림-신 1세(Rim-Sin I)는 아카드어 이름에도 불구하고 엘람계 출신이었다. 이렇듯, 엘람은 기원전 19-18세기 동안 메소포타미아의 정치에 광범위하게 간섭하고 영향력을 행사하였었다. 하지만, 역사적으로 엘람은 시웨팔라르후파크의 치세 때 에쉬눈나를 정복한 뒤 더 서쪽으로 진출하려 하다가 함무라비와 마리의 연합군에 의해 저지당했고, 이후 메소포타미아의 주도적인 세력에서 완전히 밀려나버리게 되었다. 구두르나훈테 1세의 치세 때는 이미 약소국인 상태였다. 그렇기에 사실상 공식적으로는 마리를 넘어서까지는 진출하지 못했다는 것이 정설이며, 학계에서는 이렇게 엘람이 가나안을 지배했었다는 주장은 완전히 거부된다.
다음은 그돌라오멜 토판의 번역문이다.
그들의 굳건한 조언에 따라, 그들은 엘람의 왕 쿠두르-라가마르를 세웠다. 이제, 그들에게 기쁨을 주는 자 [-]가 바빌로니아의 도시, 바빌론에서 왕권을 행사하게 될 것이다. 엘람의 어느 왕이 에사길라(Esagila)를 위하여 예물을 마련한 적이 있었는가, 그리고 ...? 바빌로니아인들은 ... 그리고 [-] 그들의 메시지를 보냈다.
“[그대가] 쓴 글에 따르면: ‘나는 왕이며, 왕의 아들이며, [영원한] 왕족의 씨앗이다. [나는] 왕좌에 앉은 왕의 딸의 아들이다.’ [듀르-실-일라니], 에리-에아쿠의 아들은 [-]의 전리품을 빼앗고 왕위에 올랐다. [-] 우리에게는, 그 계통이 고대로부터 굳건히 확립된 왕이 와야 한다. 그는 바빌론의 주로 불려야 할 것이다 (...)
행복을 지키는 수호자가 울부짖을 때 [-], 에샤라(Esharra)의 수호령은 겁에 질려 달아났다. 엘람인은 악한 일을 서둘러 자행하였으니, 이는 주께서 바빌론에 재앙을 계획하셨기 때문이다. 정의의 수호령이 물러났을 때, 신들의 신전 에샤라의 수호령도 겁을 먹고 달아났다. 엘람의 적은 그곳의 소유물들을 앗아갔고, 그곳에 거하던 엔릴은 격노하였다.
하늘이 (무언가에 의해) 모습을 바꾸었을 때, 불타는 빛과 불길한 바람이 얼굴들을 지워버렸다. 신들은 두려워하며 도망쳤고, 그들은 심연으로 내려갔다. 회오리바람과 악한 바람이 하늘을 뒤덮었다. 신들의 창조자인 아누는 격노하였다. 그는 그들의 (천상의) 형상을 약화시키고, 자신의 (천상) 처소를 황폐하게 하였으며, 에아나 신전의 도안을 불태워 지워버렸다. [-] 에샤라, 저승 세계가 떨렸다. [엔릴?]은 전면적인 파괴를 명령하였다. [신은] 분노에 찼고, 수메르 땅에 대한 파괴를 명하였다.
쿠두르-라가마르, 이 악행을 저지른 자는 누구인가? 그는 우만만다를 불러내어 엔릴의 땅을 평평하게 만들고, 그들을 곁에서 황폐하게 하였다.
에-지다의 [-]가 [-]일 때, 모든 것을 맡은 나부가 서둘러 [-]로 갔다. 그는 강을 따라 동쪽으로, 바다로 향했다. 바다 위에 있던 입비-투투는 동쪽으로 향했고, 나부는 바다를 건너 자기 것이 아닌 처소를 점령하였다.
에-지다, 확고한 집의 의식은 죽은 듯 고요하였다. 엘람의 [적]은 그의 전차대를 파견하였고, 보르시파를 향해 강을 따라 내려갔다. 그는 어둠 속 길을 따라 내려와 보르시파에 들어섰다. 사악한 엘람인은 그 신전을 무너뜨렸고, 무장하여 귀족들을 죽였으며, 모든 신전을 약탈하였다.
그는 그 소유물들을 엘람으로 가져갔고, 성벽을 파괴하였으며, 그 땅을 [울부짖음으로] 채웠다 (...)
무능한 통치자 [-]를 그는 무기로 쓰러뜨렸고, 에리에아쿠의 아들 듀르-실-일라니를 [-] 약탈하였다. 그는 바빌론과 에사길라 위로 물을 쏟았으며, 자신의 무기로 그들의 [-]을 양떼처럼 도륙하였다. 그는 [-]를 불태웠고, 노인과 젊은이, [-]를 무기로 베어넘겼다.
가자[-]의 아들 투드훌라(Tudḫula)는 [-]를 약탈하였고, 바빌론과 에사길라 위로 물을 쏟았다. [-] 그의 아들은 자신의 무기로 아버지의 정수리를 내리쳤다. [-] 그의 통치권은 안눈니툼의 [의식]에 넘겨졌고, 엘람의 [왕]은 위대한 [...를] 약탈하였다. 그는 마치 대홍수처럼 그것을 보냈고, 아카드의 모든 제의 중심지와 신전들을 [불]로 태웠다.
쿠두르-라가마르의 아들은 철로 된 단검으로 그의 몸통과 심장을 절단하였고, [-] 그의 적을 찾아내어 취하였다(?). 사악한 왕들, 범죄자들, [-]를 붙잡았다. 신들의 왕 마르두크는 그들에게 분노하였다 (...)

악을 행한 자에게 [-] 그의 마음은 [-] 죄를 저지른 자는 [-] 말아야 한다.
마이클 아스투어는 창세기 14장이 기원전 6세기의 바빌로니아 유수기 동안 유대인들에 의해 만들어진 반-바빌로니아 선전(프로파간다)의 산물이라 제안하였다. 그는 토판 속 투둘라는 히타이트 왕 투달리야가 아니라 신-아시리아 제국의 왕 센나케립(기원전 705~681년)과, 에리아쿠는 중-아시리아 제국의 왕 투쿨티-닌우르타 1세(기원전 1243-12~1207년)와, 암라펠은 바빌론의 갈데아인 왕 므로닥-발라단(마르둑-아팔-이디나 2세, 기원전 722~710년)와 동일시할 수 있으며, 이들 모두가 바빌론을 한 번씩은 다스렸거나 정복하였거나 압제하였거나 성소를 약탈하고 신전의 신상들이나 보화들을 훔쳤었고, 또, 모두 비극을 맞이하였었다는 공통점을 가지고 있다고 주장하였다. 그돌라오멜의 경우 마찬가지로 바빌론을 약탈하고 바빌론을 일시적으로 통치했었던 엘람 왕 기원전 12세기의 구두르나훈테 2세(Kutir-Nahhunte II)의 부친이자 전임왕인 슈트룩-나훈테(Shutruk-Nakhunte)에 대한 기억으로 식별된다.
그런데, 이에 반대하는 학자들도 있다. 토판 속 그돌라오멜을 기원전 7세기의 엘람의 왕권 찬탈자 구두르나훈테(Kutir-Nakhkhunte)로 보는 이들도 있으니 말이다. 아시리아 제국의 센나케립이 통치하던 시절에 엘람의 왕 슈트룩-나훈테 2세(Shutruk-Nakhkhunte II)는 그의 형제 칼루슈(Khallushu)에게 암살당하였으며, 칼루슈는 아시리아의 바빌론의 왕 아슈르-나딘-슈미(Ashur-nadin-shumi; 기원전 700-694년)와 도시 바빌론을 상대로 전투를 벌였고, 이때 센나케립은 이에 대한 보복으로 엘람으로 군사 원정을 갔는데, 이 때 칼루슈는 구두르나훈테에게 암살당하였고, 그렇게 구두르나훈테는 왕위에 오르게 되었다. 확실히 그돌라오멜 토판 속 그돌라오멜을 그돌라오멜(구두르나훈테)도 아닌 슈트룩-나훈테로 식별하기에는 무리가 있기에 이러한 해석이 더 합리적으로 여겨진다.

## 성경

### 치세
창세기는 엘람 왕 그돌라오멜이 12년 동안 소돔과 고모라를 비롯한 가나안의 여러 나라를 다스렸다고 기록한다. 12년의 통치 후에 가나안의 여러 나라들이 그돌라오멜에게 반기를 들며 전쟁이 시작된다. 이 전쟁에서 이기기 위해 그돌라오멜이 시날 왕 아므라벨, 엘라살 왕 아리옥, 고임 왕 디달을 부른 것으로 본다. 그러나 실제 기록에 구두르라가말이라는 왕이 아직 발견되지 않았기 때문에, 구두르라가말은 실제 왕의 이표기였을 것으로 보기도 한다.

### 원정
그돌라오멜이 14년차에 동맹을 맺은 나라들의 목록은 다음과 같다. 이들의 동맹은 지리적 위치를 따 동방 연합군으로도 불린다.
- 시날 왕 아므라벨. 시날은 수메르로 비정한다.
- 엘라살 왕 아리옥. 엘라살은 라르사로 비정한다.
- 고임 왕 디달. 고임은 판관기, 이사야 등에서 “나라들” 또는 “이방 사람들”을 나타내는 표현으로 사용되었기 때문에 이 역시 이방 사람들을 나타내는 표현으로 보기도 한다. 구체적으로는 히타이트로 비정한다.[18]

그돌라오멜 요단 평원에 있는 여러 족속들을 치고, 반란을 평정한다. 창세기 14장 8-10절에서는 엘람이 진군하며 정벌한 종족들을 다음과 같이 순서대로 적는다.
- 아스드롯 가르나임의 르바 족속
- 함의 수스 족속
- 사웨 기랴다임의 엠 족속
- 엘바란 근처 세일산의 호리 족속
- 엔미스밧 즉 가데스의 아말렉 족속
- 하사손다말(엔게디)의 아모리 족속

- 요단 평원, 가나안 남부 사해 연안의 다섯 나라
  - 소돔 왕 베라와
  - 고모라 왕 비르사
  - 아드마 왕 시납
  - 스보임 왕 세메벨
  - 벨라 곧 소알 왕

### 패배
싯딤에서 그돌라오멜과 그 동맹군은 가나안 족속의 동맹군과 전쟁을 벌여 승리한다. 싯딤 골짜기는 역청 구덩이가 많이 있었는데, 소돔 왕과 고모라 왕이 도망치다가 역청 구덩이에 빠지기도 한다. 그돌라오멜은 소돔과 고모라에서 재물과 양식을 약탈한다. 소돔에서 그돌라오멜은 포로를 잡아가는데, 이 때 아브라함의 조카 롯도 데리고 간다. 아브라함은 이 소식을 듣고 318명의 병사를 모아 단까지 쫓아가 다마스쿠스 왼편의 호바에서 그돌라오멜과 그 동맹군들을 상대로 전투를 벌여 승리하고, 롯을 데리고 온다.
아브라함은 승전하고 돌아올 때 살렘의 왕 멜기세덱에게 환대를 받고 십일조를 바친다.

## 동맹
창세기 14장에 기록된 그돌라오멜의 동맹 왕들은 각각 다음과 같이 비정된다.
시날의 왕 아므라벨은 바빌로니아의 함무라비로 추정되어왔다. 아므라벨이라는 이름은 "아므라비-엘", 곧 "아무라피(Ammurāpi; 함무라비의 원발음)-일루(엘; '주님/신'이라는 뜻)"라는 이름으로, "함무라비는 (나의) 주님이다"를 뜻하는 이름이기에 함무라비가 아니라 그의 영향력 아래에 있었던 메소포타미아 남부(시날)의 왕국 중 하나의 왕이었거나 함무라비의 후계자들(예: 삼수일루나) 중 하나를 가리켰을 수도 있다. 또한 함무라비와 동시대에 활동한 에쉬눈나의 이발피엘 2세(기원전 1779년 ~ 1765년)로 추정하는 견해도 있었다. 그러나 얌하드와 우가리트에 함무라비라는 다른 왕이 있었기 때문에 절대적인 주장은 아니다. 그리고 이발피엘 2세는 구두르나훈테 1세의 삼촌인 엘람 왕 시웨팔라르후파크에게 살해당했기에 구두르나훈테 1세가 왕이 되기도 전에 먼저 세상을 떠난 인물이다. 다른 학자들은 암라벨을 후대의 크테시아스(Ctesias)의 바빌로니아 왕 목록에 있는 이름 중 하나이자 히에로니무스의 《연대기Chronicon》에서 아시리아의 26명의 왕들 중 5번째 왕으로 기록된 아랄리우스와 동일시했다. 학자들 중에는 암라펠이 셈어 이름이지만, 수메르의 왕이자 우르 제3왕조의 왕이었던 아마르-신의 이름에도 사용된 "아마르 Amar"라는 요소와 "아-프-엘 a-p-l"이라는 요소로, 총 두 개의 요소로 이루어진 이름이라 제시하는 이들도 있으며, 유사 고고학자인 데이비드 롤은 우르 제3왕조의 세 번째 통치자인 아마르-신이라 주장하였다. 존 반 세터스는 《Abraham in History and Tradition》에서 암라펠의 역사성을 거부하고 부정했다.
사해 문서의 라멕 계시록/창세기 외경(col. 21)에서는 아리옥을 카파토키아의 왕으로 기록하지만, 20세기까지 엘라살의 왕 아리옥은 라르사의 왕으로 추정되어왔는데, 엘라살은 라르사가 전승되는 과정에서 오기된 것으로 추정되어 왔다. 아리옥은 에리-아쿠(Eri-Aku)라는 이름의 메소포타미아의 왕과 동일시되었었는데, 에리-아쿠는 라르사의 왕 와라드-신(Warad-Sin) 또는 그의 형제 림-신 1세(Rim-Sin I)의 별칭으로, 에리-아쿠는 이들 중 한 명을 가리키는 이름이다. 에리-아쿠를 기록하는 토판들에서는 그를 구두르-마북/쿠두르-마부크(Kudur-mabuk)의 아들로 기록하는데, 와라드-신과 림-신 1세는 구두르-마북의 아들이었었다. 이외에도 아리옥은 마리 문서에서 짐리-림의 부하로 언급되는 아리욱(Arriwuk)으로, 엘라살은 같은 시기의 마리 문서에서 일란-수라(Ilan-Sura)로 언급되는 마리 북쪽에 위치한 도시로 추정하는 이들도 있었다. 현대의 학계에서는 아리옥은 역사적인 인물이 아니라 문학적인 인물인 것으로 여겨지는데, 엘라살의 경우, 라르사나 갑바도기아가 아니라 엘리사(알라시야)라는 지명과 연결된다. 엘라살은 창세기 10:4의 엘리사와는 지명과 관련이 있으며, 이 때문에 오늘날의 키프로스 섬의 고대 국가인 알라시야(Alashiya)를 가리켰을 것으로 추정된다
고임 왕 디달은 히타이트 신왕국의 초대왕  투드할리야 1세(기원전 17세기)나 히타이트 형성 이전의 투드할리야 왕의 오표기로 보기도 한다. 전자의 경우, "고임"으로 지칭된 이방민족들은 아나톨리아의 아무루나 미탄니를 나타내는 것으로 본다. 학자들 중에는 고임이 구티움(구티족)을 의미했을 것으로 추정하는 이들도 있는데, 구티족은 기원전 3000-2000년대의 수메르어와 아카드어 기록에 등장하는 자그로스 산맥의 유목민 부족이다. 사해 문서의 라멕 계시록/창세기 외경(Genesis Apocryphon, col. 21)에서는 디달이 다스리던 고임을 두 강 사이의 땅(메소포타미아)으로 기록한다. 참고로, 엘리사가 언급되는 창세기 10:4에 이어서 창세기 10:5에서는 바로 고임(한국어 번역본의 "바닷가 백성들")이 등장하는 것 등 다른 성서의 기록들과 고고학적 사실들을 근거로 하여 현대의 학자들은 고임을 히타이트나 구티움과는 무관한 곳으로 보는데, 일반적으로는 고임 역시도 엘라살과 마찬가지로 지중해 섬의 해상 민족 세력으로 추정한다.
엘람의 왕이나 시날의 왕이 지중해 민족과 연합을 한 것은 신아시리아 제국이나 신바빌로니아 제국이 아니라 페르시아 제국부터 가능해진 일이기에 싯딤 전투 이야기가 페르시아 제국 시절에 형성되었음을 보여준다. 아리옥, 디달, 그돌라오멜, 암라펠과 같은 이름들은 유수기 시절과 제2성전 시대에 사마리아 땅에 살던 사람들과 유대인 디아스포라 사이에 섞인 외국인들의 이름을 이용한 것으로 추정되는데, 에스라 4장은 바벨론 사람과 엘람 사람이 사마리아에 있었다고 기록한다.